# Emil Puzyretsky
Emil Puzyretsky fou un delinqüent rus, membre del crim organitzat rus que operava a Nova York els anys 70 i 80. Implicat en delictes d'estafa i extorsió, va ser assassinat el 1991.
Després de complir condemna per assassinat en un gulag soviètic, Puzyretsky va emigrar als Estats Units i va formar part de les bandes d'Ievsei Agron i el seu successor, Marat Balagula. Era conegut pels seus tatuatges en color i la seva habilitat amb les armes blanques. Va ser assassinat l'11 de maig de 1991 quan celebrava l'aniversari de la seva filla al restaurant National de Brighton Beach.